# Under Armour
Under Armour is een Amerikaanse onderneming die sportartikelen produceert. Zij is gevestigd in Baltimore in de Verenigde Staten. Het bedrijf werd in 1996 door Kevin Plank opgericht. Het Europese hoofdkantoor bevindt zich in Amsterdam.
Verder worden er een aantal spelers en clubs gesponsord met teamkleding.
In 2016 nam Under Armour de Belgische modeontwerper Tim Coppens, een alumnus van de Antwerpse Modeacademie, aan als creatief directeur voor een nieuwe collectie, Under Armour Sportswear (UAS).